# Gleichenia gaenslyi
Gleichenia gaenslyi là một loài dương xỉ trong họ Gleicheniaceae. Loài này được Rosenst. mô tả khoa học đầu tiên năm 1905.
Danh pháp khoa học của loài này chưa được làm sáng tỏ. 